# Trupanea erasa
Trupanea erasa är en tvåvingeart som först beskrevs av Malloch 1942.  Trupanea erasa ingår i släktet Trupanea och familjen borrflugor.
Artens utbredningsområde är Peru. Inga underarter finns listade i Catalogue of Life.